# Простой люд (Дом Дракона)
«Простой люд» (англ. Smallfolk) — шестой эпизод второго сезона фэнтезийного драматического телесериала «Дом Дракона», приквела «Игры престолов». Сценарий к эпизоду написала Эйлин Шим, а его режиссёром стал Андрий Парех. Премьера эпизода состоялась на HBO и Max 21 июля 2024 года.
В этом эпизоде Эймонд приказывает Кристону отправиться в Харренхол, выгоняет Алисенту из Совета Зелёных и поручает Ларису вернуть Отто Хайтауэра. Тем временем Рейнира ищет кого-нибудь с родословной Таргариенов, кто мог бы стать новым всадником Морского Тумана. Позже сам Морской Туман выбирает Аддама из Халла в качестве своего всадника. Мисария отправляет в Королевскую Гавань корабли со знамёнами Таргариенов, доставляющие продовольствие, чем заслужила похвалу Рейниры от простого люда.
Эпизод получил высокие отзывы от критиков, которые похвалили режиссуру, сценарий, музыку, развитие персонажей, возвращение Пэдди Консидина в роли Визериса, бунт в Королевской Гавани и игру актёров (в особенности Юэна Митчелла и Эммы Д’Арси).

## Сюжет

### В Западных Землях
Лорд Джейсон Ланнистер ведёт свою армию к Золотому Зубу, где встречается со своим вассалом лордом Хамфри Леффордом, который ожидает, что их объединённые силы выступят в поход на Харренхол. Джейсон, однако, хочет дождаться Эймонда и Вхагар, так как им нужен дракон, чтобы сразиться с драконом Деймона, Караксесом.

### В Королевской Гавани
Отказывая Джейсону Ланнистеру в просьбе о защите, Эймонд планирует объединиться с лидерами Триархии, чтобы прорвать морскую блокаду Велариона. Он также приказывает Кристону сопровождать войска Хайтауэров в Харренхол и выгоняет Алисенту из Малого Совета. Ларис предлагает Эймонду выбрать его своим Десницей, но Эймонд отказывается. Затем он приказывает Ларису вызвать Отто Хайтауэра обратно ко двору.
Ненадолго пришедшего в себя Эйгона навещает Эймонд, который расспрашивает его о том, что он помнит о битве при Грачином Приюте. Эйгон утверждает, что ничего не помнит об этом. Ларис также навещает Эйгона, говоря, что он никогда полностью не оправится от своих ранений. Он советует Эйгону использовать свой недостаток в своих интересах, как это сделал сам Ларис. Он предупреждает, что жизнь Эйгона в опасности. Эйгон просит Ларис о помощи.
Перед отъездом в Харренхол с войсками Кристона, Гвейн рассказывает Алисенте о её младшем сыне-подростке Дейроне, который растёт в Староместе. Размышляя о своём опыте в воспитании детей, Алисента рада слышать, что Дейрон стойкий, умный и, в отличие от своих братьев, ещё и добрый.
Агенты Мисарии распространяют слухи о том, что королевская семья ведёт роскошную жизнь, в то время как простые люди голодают. Когда Ларис сообщает об этом Эймонду, он не может понять, почему они винят их, а не Рейниру, которая приказала начать блокаду. Ларис объясняет, что корона должна обеспечивать простой народ. Мисария отправляет в Королевскую Гавань корабли со знамёнами Рейниры, нагруженные продовольствием. Народ открыто восхваляют Рейниру, но вспыхивают беспорядки, когда люди сражаются из-за нехватки продовольствия. Покидая септу после молитвы, Алисента и Хелейна оказываются втянутыми в беспорядки, и их окружают люди. Несмотря на приказ Алисенты не нападать, охранник калечит человека, который приближается к ним. Они убегают, но бунтовщики настигают одного из стражников.

### На Драконьем Камне
Нуждаясь в большем количестве всадников для драконов, Рейнира просит сира Стеффона Дарклина, предками которого являются Таргариены, попытаться стать наездником Морского Тумана, дракона Лейнора Велариона, который стал беспокойным без всадника. Понимая риск, Стеффон соглашается попробовать. Морской Туман, поначалу, кажется восприимчивым к Стеффону, но дракон нападает и сжигает Стеффона заживо.
Лорд Бартимос Селтигар критикует Рейниру, за что она даёт ему пощёчину и заявляет, что позволила другим забыть о страхе перед ней. Когда позже Джекейрис расспрашивает свою мать об этом инциденте, Рейнира сетует на свою пассивность в этой войне.

### В Орлином Гнезде и Долине
Прогуливаясь по Долине, Рейна замечает признаки присутствия дракона. Леди Джейн Аррен позже утверждает, что в окрестностях бродит дикий дракон. Она также объявляет, что принц Реджио из Пентоса согласился приютить Рейну и младших сыновей Рейниры Эйгона и Визериса, и она подготавливает их к отъезду.

### В Харренхоле
Деймону продолжают сниться сны, и в этот раз ему снится его брат Визерис, и он начинает рыдать. Деймон начинает сомневаться в преданности Саймона Стронга и хочет уйти; Элис советует ему подождать и ничего не предпринимать, предвидя, что через несколько дней всё может измениться. Вскоре после этого Саймон Стронг объявляет, что лорд Гровер Талли скончался, и Элис была последней, кто лечил его. Смерть Гровера делает его внука Оскара лордом Риверрана и верховным лордом Речных Земель.

### В Дрифтмарке
Корлис назначает Алина старпомом на своём флагманском корабле, и он бреет свою голову, чтобы избежать подозрений в его родственных связях с ним. Пока Аддам работает на пляже, над головой пролетает Морской Туман. Дракон начинает преследовать Аддама и наконец приземляется. Испуганный Аддам прижимается к насыпи, когда приближается Морской Туман.

### На Драконьем Камне
Рейнира говорит Мисарии, что ей и Деймону не хватает черт, которыми обладает другой, что делает их половинками единого целого. Мисария рассказывает подробности о своём травмирующем прошлом, сексуальном насилии и о том, почему она верна Рейнире. Слова Мисарии трогают Рейниру, и они страстно целуются; их разговор прерывают новости о том, что Морской Туман был замечен с всадником. Рейнира считает, что это может быть союзник Зелёных, и немедленно отправляется на Сираксе, чтобы противостоять им.

## Производство

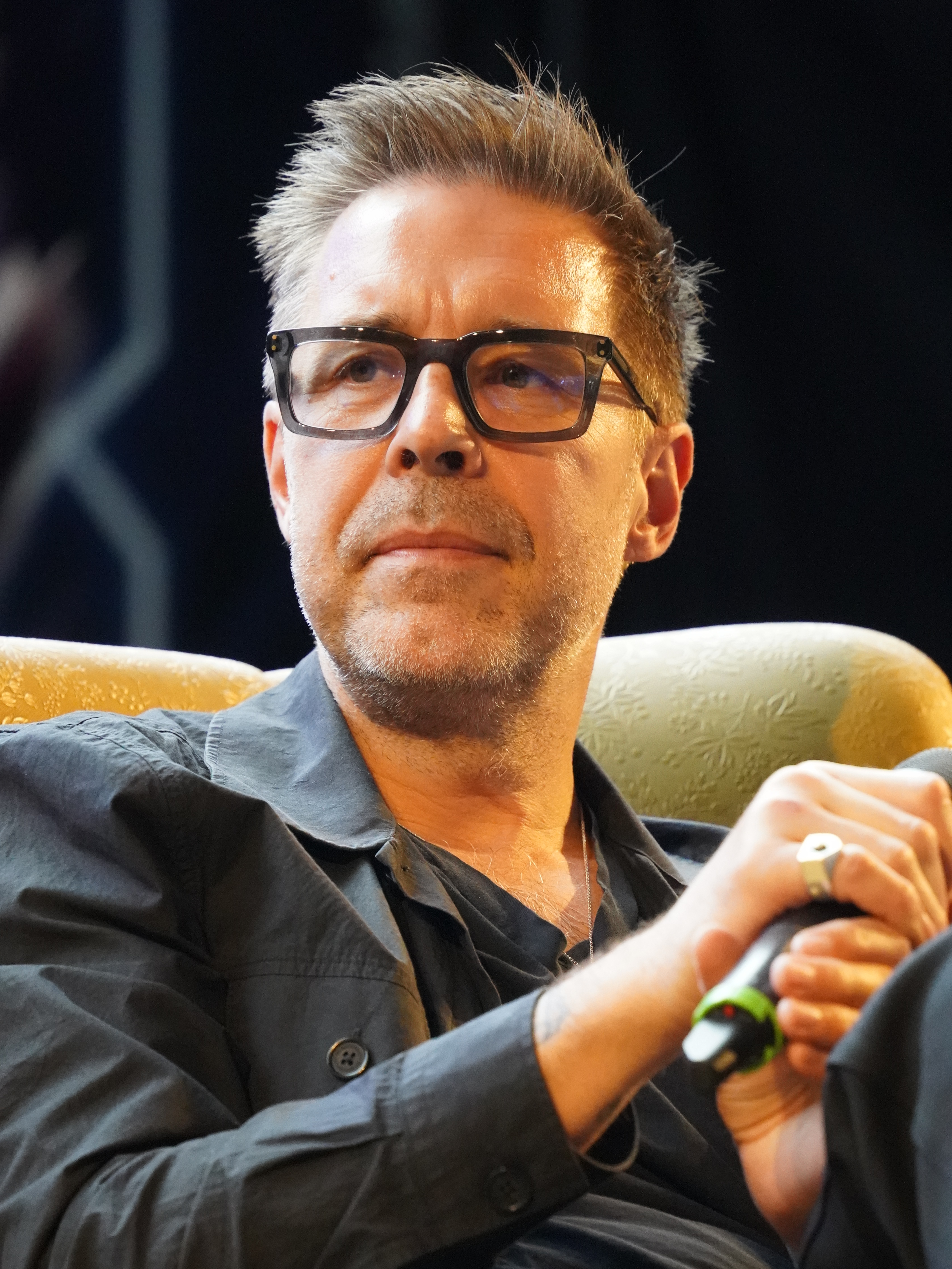
Пэдди Консидин вернулся в роли короля Визериса Таргариена в эпизоде.

### Сценарий и съёмки
Сценарий к «Простому люду» написала Эйлин Шим, а его режиссёром стал Андрий Парех, что делает этот эпизод второй сценарной работой Шим в сериале после эпизода «Лорд Приливов» и первой режиссёрской работой Пареха в сериале. Название эпизода отсылает к простым жителям Королевской Гавани, которые голодают из-за морской блокады Чёрных и которые устраивают бунт против Зелёных.

### Кастинг
В эпизоде появились Мэтт Смит, Эмма Д’Арси, Оливия Кук, Стив Туссэн, Фабьен Франкель, Мэттью Нидэм, Соноя Мидзуно, Том Глинн-Карни, Юэн Митчелл, Фия Сабан, Гарри Коллетт, Фиби Кэмпбелл, Джефферсон Холл, Фредди Фокс, Гэйл Ранкин, Абубакар Салим, Клинтон Либерти, Курт Эгьяван, Киран Бью, Эллора Торчия, Том Беннетт и Саймон Расселл Бил. Пэдди Консидин вернулся в роли короля Визериса Таргариена, хотя он в титрах не указан. Шан Брук также ненадолго появляется в эпизоде, вернувшись к своей роли жены Визериса, Эммы. Оба персонажа появляются в видениях Деймона.
Этот эпизод подчёркивает финальное появление второстепенного персонажа сира Стеффона Дарклина (Энтони Флэнаган), которого насмерть сжёг дракон Морской Туман.

## Реакция

### Реакция критиков
Эпизод получил очень положительные отзывы от критиков. На сайте Rotten Tomatoes эпизод имеет рейтинг 91% на основе 11 отзывов, со средним рейтингом 7,8/10.
Алек Бойалад из Den of Geek поставил эпизоду 4 звезды из 5 возможных, заявив: «Как и в большинстве серий „Дома дракона“ в этом сезоне, в 6-м эпизоде происходит много интересного. Несмотря на то, что может быть легко запутаться в постоянно вращающейся двери с новыми и повторяющимися персонажами, в этой части, по крайней мере, события развиваются довольно быстро, напоминая нам, кто эти люди и почему они нам вообще не безразличны в первую очередь». Хейли Уитмайр Уайт из TV Fanatic также оценила сериал на 4 звезды из 5, прокомментировав: «В целом, это был отличный эпизод. Экшена было немного, но это потому, что все разрабатывали стратегию и готовились, ну, к огню и крови». Джеймс Хант из Screen Rant поставил эпизоду 3,5 балла из 5, отметив, что «[эпизод] продолжает рассказывать о последствиях после событий у Грачиного Приюта и постепенно приближается к финалу с ещё одним солидным, хотя и не впечатляющим эпизодом. [Всё] вернулось к тому же более медленному ритму начала сезона […], но это не так уж плохо. В Королевской Гавани, Харренхоле и Драконьем Камне происходит несколько интригующих сюжетных линий и сильное развитие персонажей, хотя не всё работает». Фэй Уотсон из GamesRadar+, также оценившая серию на 3,5 балла из 5, резюмировала свой отзыв следующим образом: «В последнем эпизоде сохраняется устоявшаяся рутина с перебранками в совете и странными видениями, но интересный выбор персонажей готовит почву для манящей концовку сезона».
Кэйли Дрэй из The A.V. Club оценила эпизод на «A», прокомментировав: «В целом, это ещё один отличный эпизод „Дома Дракона“. В нём много сцен, насыщенных диалогами, благодаря которым сериал быстро становится известным, и достаточно экшена, чтобы порадовать любого, кто жаждет адреналина». Хелен О’Хара из IGN поставила эпизоду 9 баллов из 10, написав: «Поразительно хорошо написанный эпизод с несколькими прекрасно прорисованными моментами межличностной драмы. Приятно видеть, что Пэдди Консидин ненадолго возвращается, но ещё приятнее видеть, как актёры этого сезона работают на полную катушку, а сценарий их полностью поддерживает. В этом эпизоде нет ни одного из тех захватывающих моментов беседы возле кулеров с водой, которые заслужили бы высокие оценки, но это потрясающе сделанный телевизионный фильм, который оправдывает надежды этого мира». Эрик Кейн из «Forbes» сказал: «В общем, это ещё один фантастический и захватывающий эпизод [сериала], который умудряется быть захватывающим и неотразимым даже без крупномасштабных сражений с драконами или каких-либо других битв».
Игра актёров также удостоилась похвалы от критиков, причём Фэй Уотсон сказала: «Никто не может сомневаться в том, что этот актёрский состав отдаст должное всему, что даётся их персонажам». Особой похвалы удостоились Митчелл, Д’Арси, Кук, Смит и Ранкин. Алек Бойалад сказал о Митчелле, что он «весь сезон демонстрировал свою выдающуюся игру в роли Эймонда, но он особенно блистает в этом эпизоде, когда Эймонд вступает в новую роль, особенно в разговоре с [Алисентой]», в то время как Карли Лэйн из Collider заявила, что «Митчеллу потрясающе хорошо удаётся быть неподдающимся расшифровке». Что касается Д’Арси, Бойалад назвал её выступление «невероятным», высоко оценив то, как она «тонко и открыто изображает беспокойство Рейниры, вырывающееся наружу».
Среди ключевых моментов эпизода несколько критиков выделили то, как Морской Туман избрал Аддама в качестве своего наездника, возвращение Консидина в роли короля Визериса Таргариена в видениях Деймона, восстание простого народа, королевская драма в Королевской Гавани и беседы Эймонда с Алисентой, Ларисом и Эйгоном, а также поцелуй Рейниры и Мисарии. Джеймс Хант описал поцелуй как «неожиданный», но эффективный, добавляющий больше индивидуальности обоим персонажам. Карли Лэйн и Прома Хосла из IndieWire высоко оценили химию между Д’Арси и Мидзуно, при этом Лэйн назвала их «увлекательными, чтобы смотреть на них вместе», хотя и отметила отсутствие почвы для их потенциальному роману как недостаток. Другие аспекты, которые высоко оценили критики, включали режиссуру Пареха, музыку Джавади и развитие персонажа Рейниры. Кэти Долл из CBR написала о Парехе, высказав мнение, что «Парех сделал себя одним из лучших режиссёров сериала, сенсационно исполняя сложные и обыденные сценарии». Между тем, сюжетная линия в Долине и отсутствие развития сюжета у Рейны были подвергнуты критике.